# Moçambique Expresso

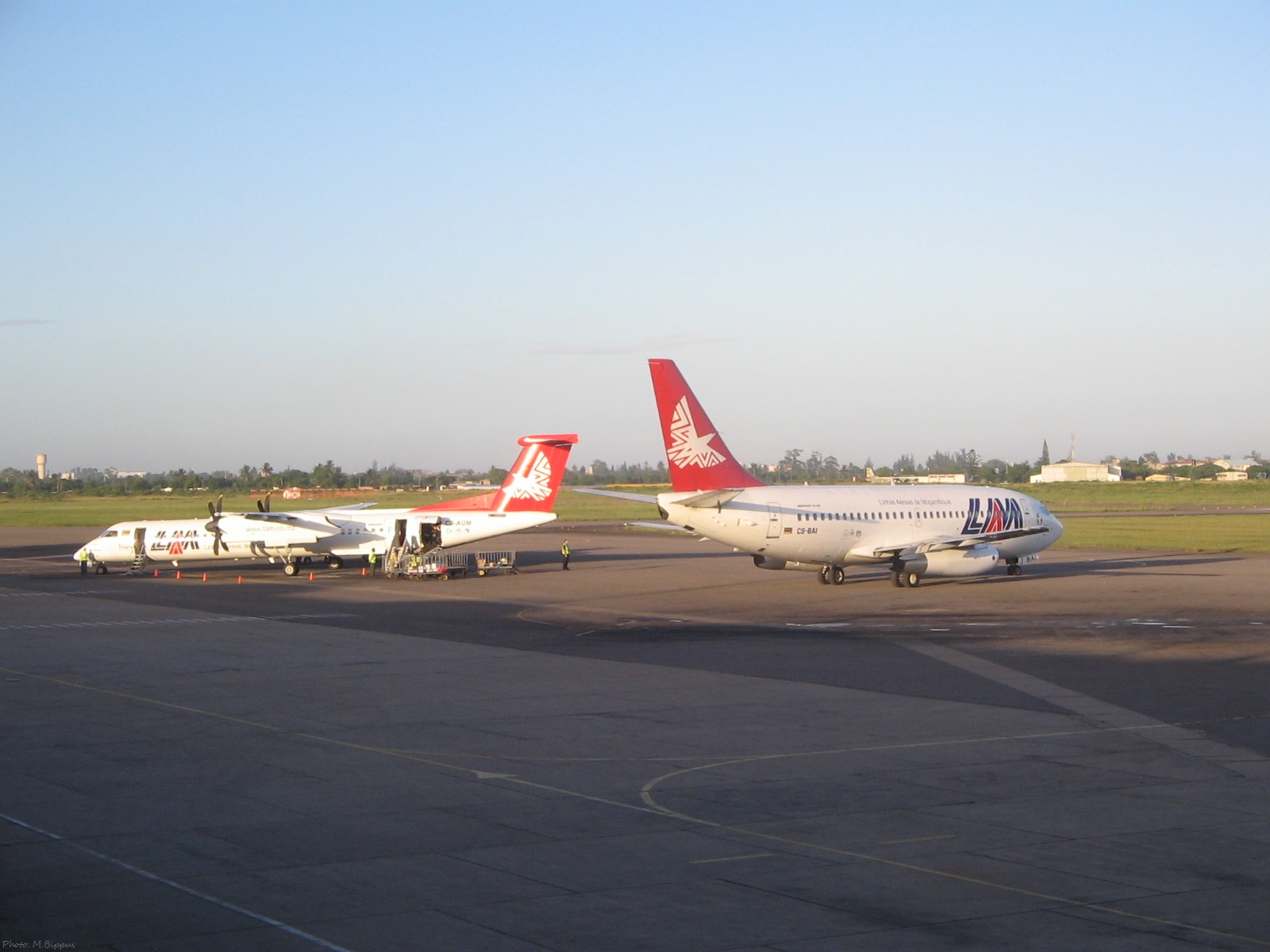
Dash 8 de Moçambique Expresso leased to LAM

Moçambique Expresso, s.a.r.l. és una aerolínia amb base a Beira, Moçambic. Duu a terme vols regulars i xàrter nacionals i regionals. La seva base principal és l'Aeroport Internacional de Maputo.

## Història
L'aerolínia va ser fundada al setembre de 1995 com a Departament d'Operacions Especials de la LAM Aerolínies de Moçambic. Va començar a operar i es va convertir en Moçambique Expresso el 1995 com una aerolínia independent. És propietat de LAM al 100 % i té 50 empleats (a març de 2007).

## Flota
La flota de Moçambique Expresso consisteix en les següents aeronaus (agost de 2016):

### Flora retirada
La flota aèria va incloure prèviament els següents avions (a partir d'agost de 2006):
- 2 CASA C.212- Aviocar
- 2 British Aerospace Jetstream 41

També va incloure prèviament els següents avions (a novembre de 2013):
- 3 Bombardier Dash 8-Q400